# دکترین نیکسون

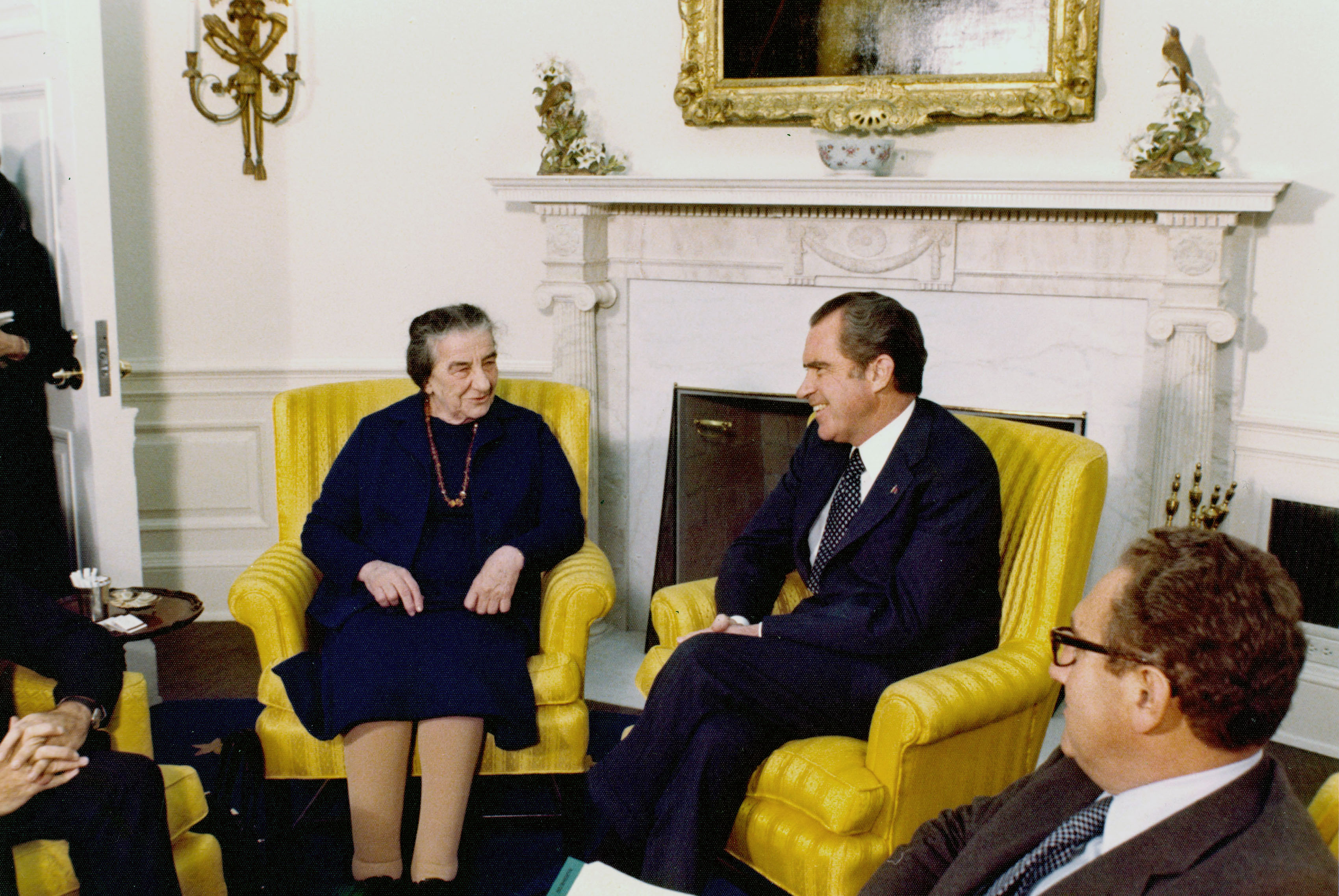
نیکسون در حال صحبت با گلدا مایر، نخست‌وزیر اسرائیل و هنری کیسینجر، وزیر امور خارجه آمریکا در ۱ نوامبر ۱۹۷۳.

دکترین نیکسون (گاهی اوقات به عنوان دکترین گوام نامیده می‌شود) دکترین سیاست خارجی ریچارد نیکسون، ۳۷مین رئیس‌جمهور ایالات متحده از سال ۱۹۶۹ تا ۱۹۷۴ بود. این دکترین در طی یک کنفرانس مطبوعاتی در گوام در ۲۵ ژوئیه ۱۹۶۹ توسط نیکسون طرح شد و بعداً در سخنرانی خود در مورد ویتنامی‌سازی در ۳ نوامبر ۱۹۶۹ به آن رسمیت بخشیده شد.
به گفته گرگ بریزینسکی، نویسنده کتاب «ملت سازی در کره جنوبی: کره ای‌ها، آمریکایی‌ها و ایجاد دموکراسی»، نیکسون اظهار داشت که «ایالات متحده به دفاع و توسعه متحدان و دوستانش کمک خواهد کرد» اما «تمام دفاع از ملت‌های آزاد جهان را برعهده نخواهد گرفت». این دکترین به این معنی بود که هر کشور متحد به‌طور کلی مسئول امنیت خود است، اما ایالات متحده در صورت درخواست از آن به عنوان یک چتر هسته ای عمل می‌کند. این دکترین از دستیابی به صلح از طریق شراکت با متحدان آمریکا دفاع می‌کرد.

## دکترین در عمل
نمونه این دکترین فرایند ویتنامی سازی در رابطه با ویتنام جنوبی و جنگ ویتنام بود. همچنین در جاهای دیگر آسیا از جمله ایران، تایوان، کامبوج، و کره جنوبی اجرا شد.  این دکترین رد کردن صریح رویه ای بود که ۵۰۰۰۰۰ سرباز آمریکایی را به ویتنام فرستاد، با وجود اینکه هیچ تعهدی در قبال آن کشور وجود نداشت. یک هدف بلندمدت اصلی آن کاهش تنش بین ایالات متحده و اتحاد جماهیر شوروی و سرزمین اصلی چین بود تا سیاست تنش زدایی بهتر عمل کند.